# Sciampiste & Co.
Sciampiste & Co. (Vénus beauté [Institut]) è un film del 1999 diretto da Tonie Marshall.

## Trama
Angèle è una estetista che lavora assieme a Marie e Sam al "Venus Beauté", un salone di bellezza diretto da Nadine. Lei, delusa dagli uomini, non crede più all'amore, fino a quando non incrocia Antoine per caso alla stazione.

## Accoglienza
Grande successo cinematografico, grazie soprattutto al passaparola del pubblico, si è rivelato anche trionfatore ai premi César, guadagnandosi 4 dei premi principali: film, regia, sceneggiatura e promessa femminile.
Dato il grande successo del film, nel 2005 venne creata una serie televisiva, intitolata Vénus et Apollon, che, pur non riprendendo gli stessi personaggi, affronta comunque le dinamiche che ruotano attorno ad un salone di bellezza, la cui proprietaria vorrebbe acquisire anche una clientela maschile.

## Riconoscimenti
- 2000 - Premio César
  - Miglior film
  - Miglior regista
  - Miglior sceneggiatura
  - Migliore promessa femminile (Audrey Tautou)
- 2000 - Premio Lumière
  - Migliore promessa femminile (Audrey Tautou)
- 1999 - Festival du film de Cabourg
  - Swann d'oro al miglior film
  - Swann d'oro alla miglior rivelazione femminile (Audrey Tautou)